# Chamaescilla spiralis
Chamaescilla spiralis är en sparrisväxtart som först beskrevs av Stephan Ladislaus Endlicher, och fick sitt nu gällande namn av Ferdinand von Mueller. Chamaescilla spiralis ingår i släktet Chamaescilla och familjen sparrisväxter. Inga underarter finns listade i Catalogue of Life.